# NGC 5357
NGC 5357 (другие обозначения — ESO 445-78, MCG -5-33-32, PGC 49534) — эллиптическая галактика (E) в созвездии Центавр.
Этот объект входит в число перечисленных в оригинальной редакции «Нового общего каталога».